# Горана
Горана (груз. გორანა) — село в Грузії.
За даними перепису населення 2014 року в селі проживає 169 осіб.